# 珀欣 (印第安納州)
珀欣（英語：Pershing）是位於美國印地安納州富爾頓縣的一個非建制地區。該地的面積和人口皆未知。